# Artamus personatus
Artamus personatus е вид птица от семейство Artamidae.

## Разпространение
Видът е разпространен в Австралия.